# Nannastacus asper
Nannastacus asper är en kräftdjursart som beskrevs av Hale 1945. Nannastacus asper ingår i släktet Nannastacus och familjen Nannastacidae. Inga underarter finns listade i Catalogue of Life.